# Amadé Antal
Amadé Antal (18. század) magyar író. (Nem azonos gróf Amade Antal íróval és báró Amade Antal költővel.)
Egyetlen megjelent művének ajánlóleveléből tudjuk meg, hogy gróf Károlyi Sándor vér szerinti rokona volt, a művet ugyanis neki dedikálta. Munkája:
Győzelemnek trombitája, avagy a mint mostan deák nyelven kinyomtattatott könyvben neveztetett: Egyben szedett. Imádságok könyvecskéje. Melynek hathatós ereje, hogy nagyobbra terjedjen… Magyarra fordíttatott. Győr, 1746.